# 용안중학교
용안중학교(龍安中學校)는 대한민국 전북특별자치도 익산시 용안면 교동리에 있는 공립 중학교이다.

## 학교 연혁
- 1954년 4월 24일 : 3학급 인가, 개교
- 1954년 11월 5일 : 초대 이병용 교장 취임
- 1957년 3월 4일 : 제1회 졸업식(51명)
- 2023년 12월 29일 : 제68회 졸업 4명(총 졸업생 수 5,166명)
- 2024년 9월 1일 : 제25대 김정선 교장 부임

## 참고 자료
- 용안중학교 - 한국교육학술정보원 학교알리미